# Bahía Grande
Bahía Grande – zatoka Oceanu Atlantyckiego, położona u południowych wybrzeży Argentyny. Jej długość wynosi 272 km, szerokość 87 km, a głębokość do 86 m. W zatoce występują wysokie pływy morskie o wysokości do 13 m.